# Chassericourt
Chassericourt est une ancienne commune française située dans le département de l'Aube et la région Grand Est. Elle est rattachée à la commune de Chavanges depuis 1965.

## Géographie

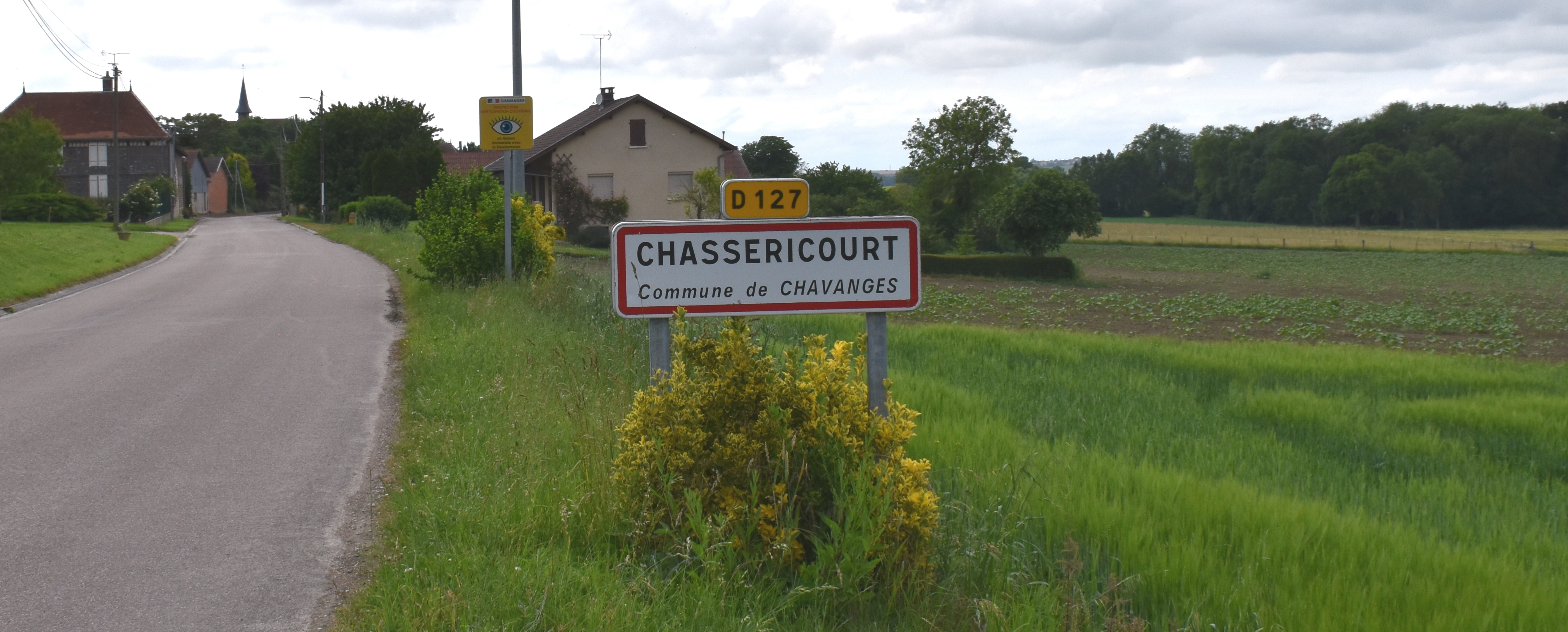
Une entrée du village.

Ce village est traversé par la route D127 ; il est situé à 1,5 km de la frontière départementale, au nord-ouest de Chavanges, au sud-ouest d'Arrembécourt et à l'ouest de Joncreuil.

## Toponymie
Anciennes mentions : Carcerei curtis en 1076-1084, Cachericour en 1146, Charchereicurtis en 1146-1153, Chacericurtis en 1147, Charcericort en 1159, Charchericurt en 1173, Chalchericort en 1178, Chassericourt en 1465, Charchericourt en 1603, Chassericuria au XVIIIe siècle, Chassericourt en 1793.
Selon Ernest Nègre, il s'agit peut-être du nom de personne germanique Gadalcarius + -iaca + -cortem.

## Histoire

### Carte de Cassini

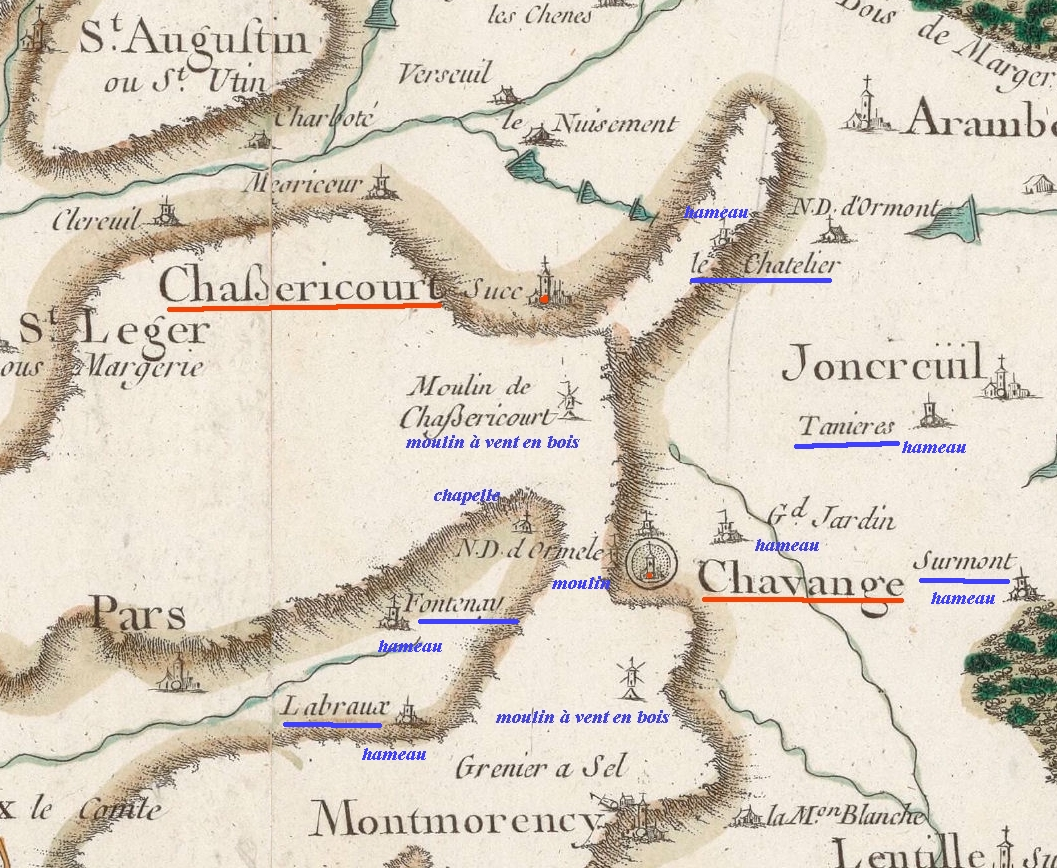
Carte de Cassini de Chavange-Chassericourt. (vers 1750)

La carte de Cassini montre qu'au XVIIIè siècle, Chavanges (qui s'écrit alors sans le S final) est un bourg avec une église; Chassericourt est une succursale, donc le village  possède une église, mais pas de prêtre à demeure.

Aucune route pavée n'est représentée sur la carte; les villages étaient reliés par des chemins de terre.

Trois moulins en bois aujourd'hui disparus figurent sur la carte.

A l'ouest de Chavanges est représentée la chapelle Notre-Dame d'Ormele aujourd'hui également disparue.
La carte comporte nombreux hameaux dont les fermes existent encore de nos jours: Labraux, Surmont, Tanières, Fontenay, Le Châtelier.
Le 10 juin 1965, la commune de Chassericourt est rattachée à celle de Chavanges sous le régime de la fusion simple.

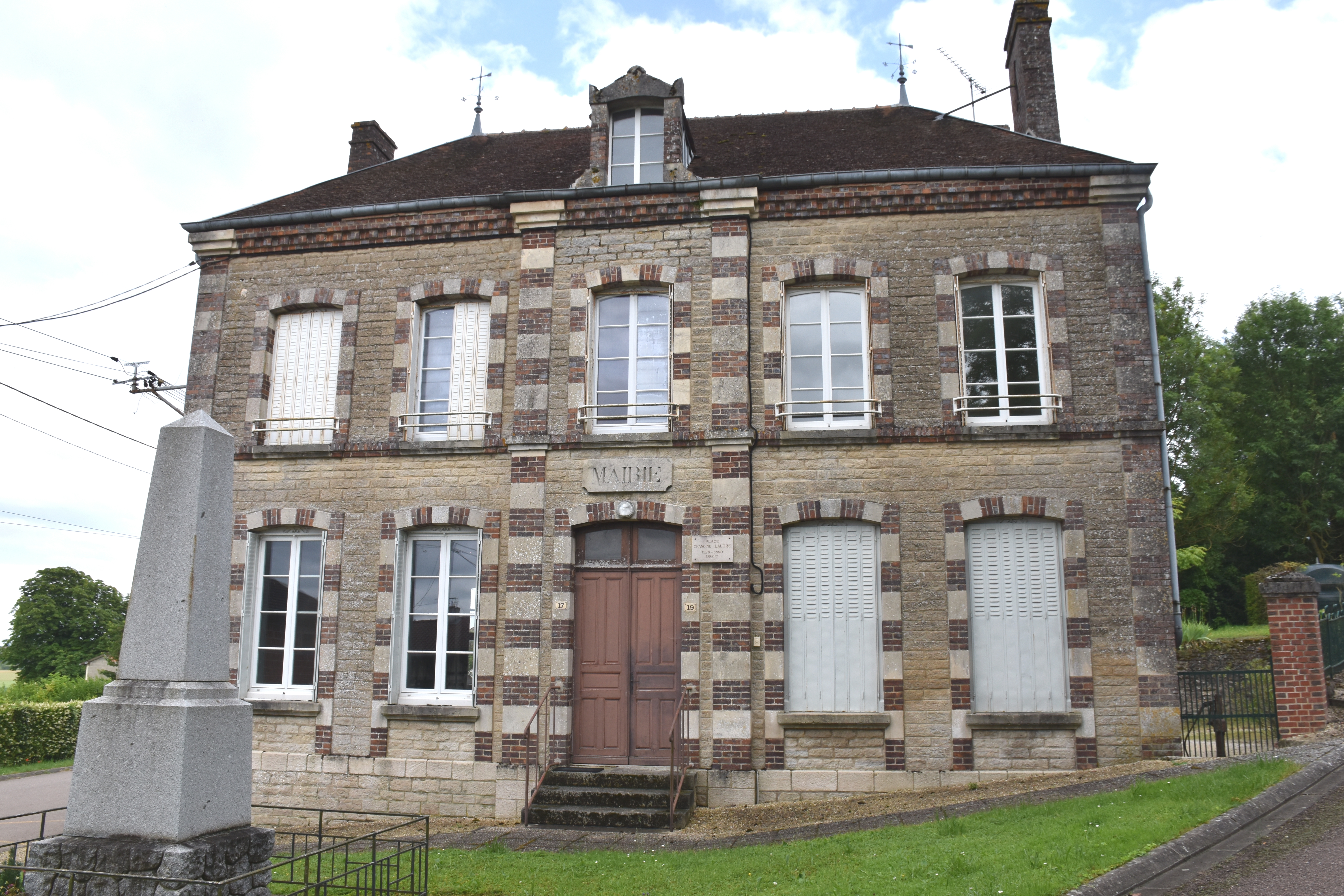
La mairie annexe.
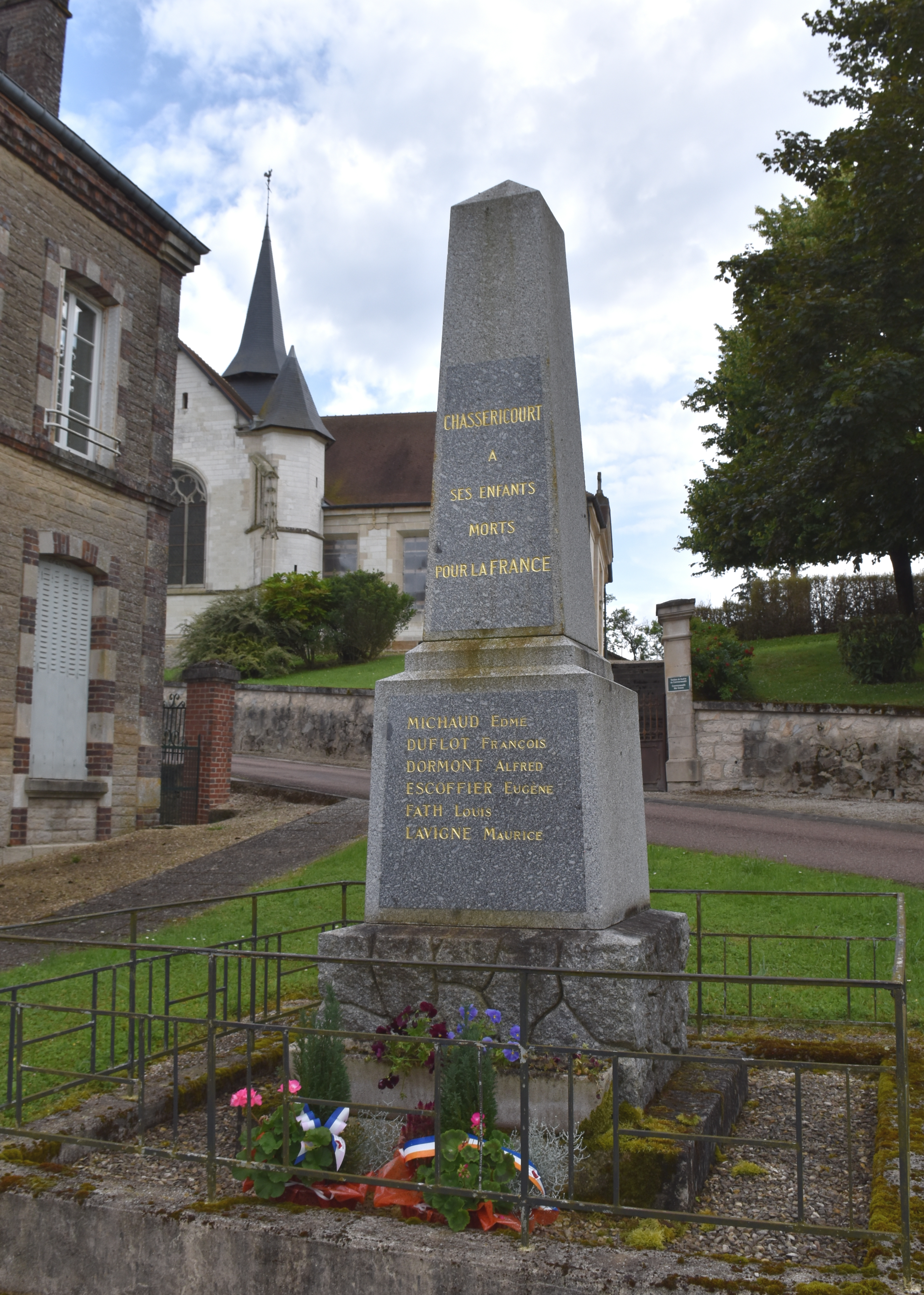
Le monument aux morts.
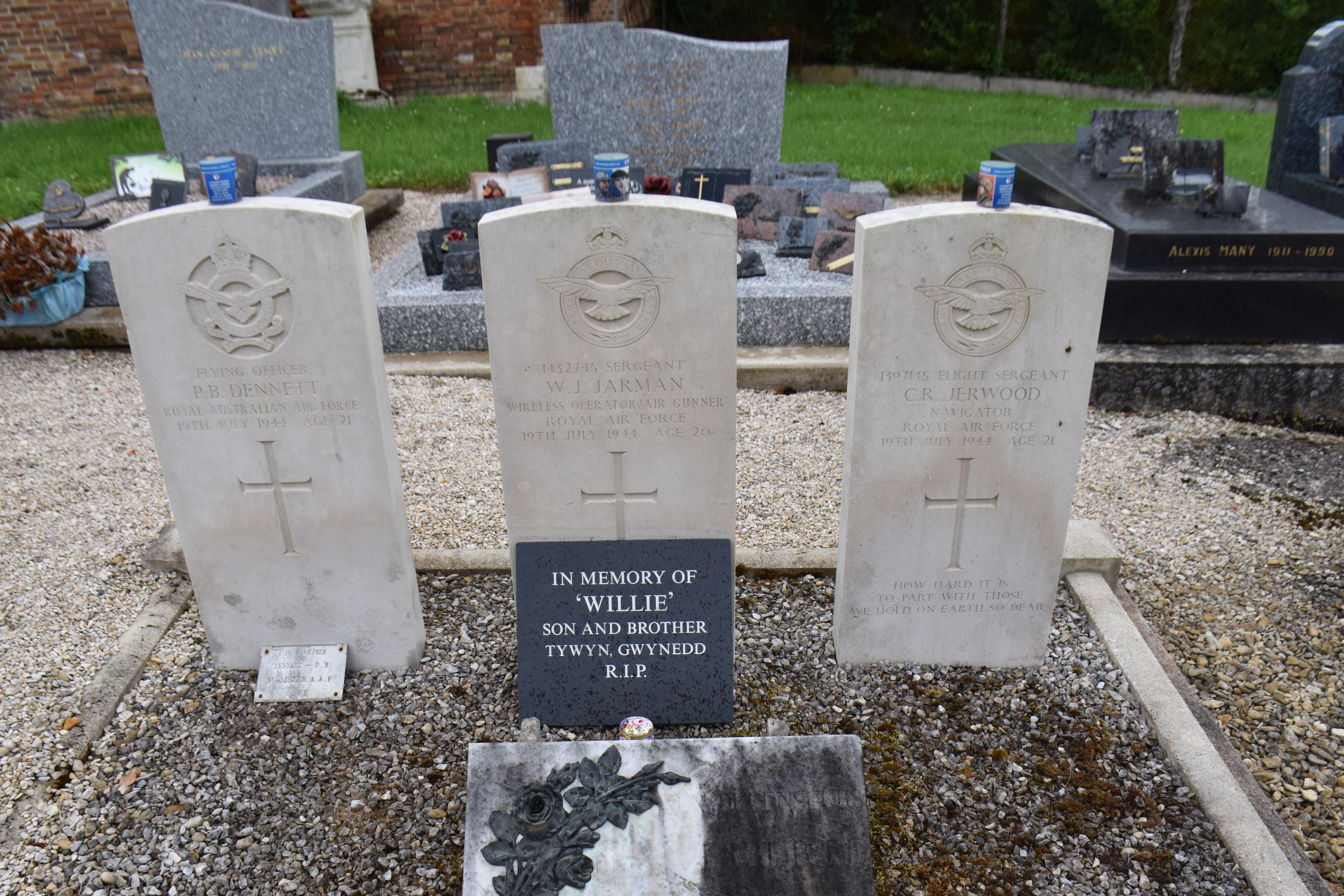
Tombes de trois pilotes britanniques tombés le 19 juin 1944.

## Démographie
| 1793 | 1800 | 1806 | 1821 | 1831 | 1836 | 1841 | 1846 | 1851 |
| ---- | ---- | ---- | ---- | ---- | ---- | ---- | ---- | ---- |
| 213  | 200  | 187  | 226  | 220  | 227  | 200  | 210  | 211  |

| 1856 | 1861 | 1866 | 1872 | 1876 | 1881 | 1886 | 1891 | 1896 |
| ---- | ---- | ---- | ---- | ---- | ---- | ---- | ---- | ---- |
| 217  | 209  | 202  | 185  | 176  | 161  | 193  | 179  | 177  |

| 1901 | 1911 | 1921 | 1926 | 1931 | 1936 | 1946 | 1954 | 1962 |
| ---- | ---- | ---- | ---- | ---- | ---- | ---- | ---- | ---- |
| 157  | 145  | 137  | 135  | 111  | 117  | 104  | 98   | 94   |

### Le village autrefois

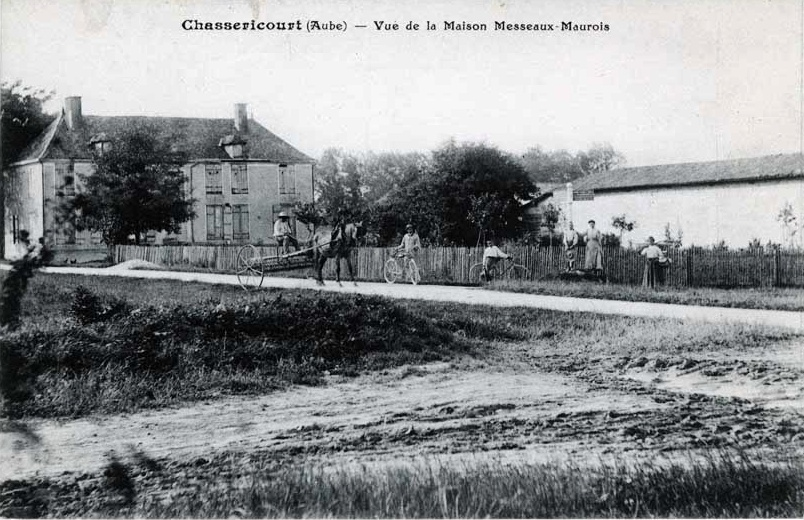
Vue du village vers 1910.
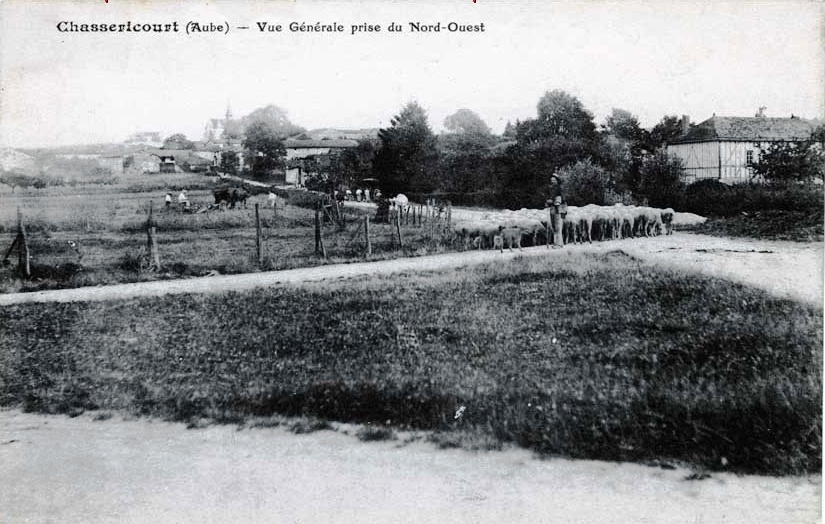
Panorama du village vers 1910.
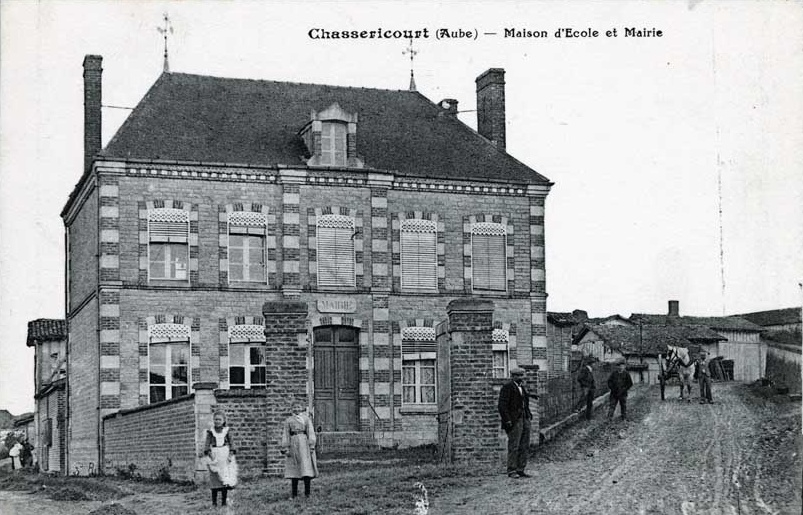
La mairie avant 1918. (Le monument aux morts n'existe pas encore)
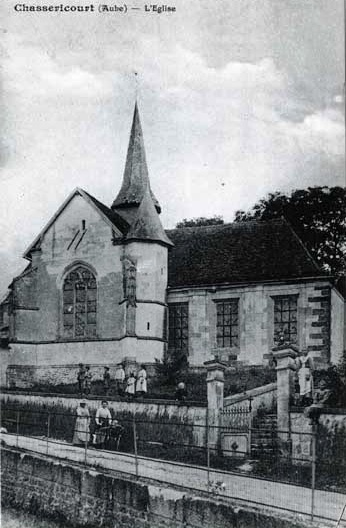
L'église vers 1910.

## Monuments
- Église Saint-Gengoul du XVIe siècle, inscrite MH[5]
- Fontaine-lavoir
- Pierre commémorative rappelant l'emplacement d'un ancien télégraphe aérien[1]